# Campeonato Mundial de Atletismo em Pista Coberta de 2012 - Revezamento 4x400 m masculino
A prova dos 4 x 400 metros estafetas masculino do Campeonato Mundial de Atletismo em Pista Coberta de 2012 foi disputada entre 10 e 11 de março na Ataköy Athletics Arena em Istanbul, na Turquia.

## Recordes
Antes desta competição, os recordes mundiais e do campeonato nesta prova eram os seguintes:
|    | Nacionalidade  | Tempo    | Local    | Data               |
| -- | -------------- | -------- | -------- | ------------------ |
| WR | Estados Unidos | 3m 2s 83 | Maebashi | 7 de março de 1999 |
| CR | Estados Unidos | 3m 2s 83 | Maebashi | 7 de março de 1999 |

## Medalhistas
| Ouro | Prata                                                                                            | Bronze                                                                             |
| Estados Unidos · Frankie Wright · Calvin Smith Junior · Manteo Mitchell · Gil Roberts · Jamaal Torrance · Quentin Iglehart-Summers | Reino Unido · Conrad Williams · Nigel Levine · Michael Bingham · Richard Buck · Luke Lennon-Ford | Trinidad e Tobago · Lalonde Gordon · Renny Quow · Jereem Richards · Jarrin Solomon |

## Cronograma
| Data        | Hora  | Evento  |
| ----------- | ----- | ------- |
| 10 de março | 11:20 | Bateria |
| 11 de março | 17:40 | Final   |

## Resultados

### Bateria
Qualificação: 2 atletas de cada bateria  (Q) mais os  2 melhores qualificados (q).
| Colocação. | Baterias | Nacionalidade     | Atletas                                                                    | Tempo   | Notas |
| ---------- | -------- | ----------------- | -------------------------------------------------------------------------- | ------- | ----- |
| 1          | 2        | Reino Unido       | Conrad Williams, Luke Lennon-Ford, Michael Bingham, Richard Buck           | 3:07.45 | Q     |
| 2          | 1        | Estados Unidos    | Frankie Wright, Jamaal Torrance, Manteo Mitchell, Quentin Iglehart-Summers | 3:07.47 | Q     |
| 3          | 2        | Polónia           | Jakub Krzewina, Marcin Marciniszyn, Grzegorz Sobiński, Łukasz Krawczuk     | 3:07.99 | Q     |
| 4          | 2        | Trinidad e Tobago | Lalonde Gordon, Renny Quow, Jereem Richards, Jarrin Solomon                | 3:08.32 | q     |
| 5          | 2        | Rússia            | Siergiej Pietuchow, Walentin Kruglakow, Siemion Gołubiew, Władisław Frołow | 3:08.43 | q     |
| 6          | 2        | Ucrânia           | Mychajło Knysz, Wołodymyr Burakow, Dmytro Bikułow, Jewhen Hucoł            | 3:08.92 | NR    |
| 7          | 2        | Chéquia           | Josef Prorok, Petr Lichý, Vaclav Barak, Theodor Jareš                      | 3:09.46 |       |
| 8          | 1        | Espanha           | Mark Ujakpor, David Testa, Samuel Garcia, Xavier Carrión                   | 3:10.51 | Q     |
| 9          | 1        | Venezuela         | José Acevedo, Omar Longart, Alberto Aguilar, Freddy Mezones                | 3:11.11 | NR    |
| 10         | 1        | Turquia           | Ali Ekber Kayaş, Halit Kiliç, Mehmet Güzel, Yavuz Can                      | 3:11.28 | NR    |
| 11         | 1        | Botswana          | Thapelo Ketlogetswe, Isaac Makwala , Pako Seribe, Zacharia Kamberuka       | 3:13.21 |       |
|            | 1        | Bahamas           | Michael Mathieu, La'Sean Pickstock, Jameson Strachan, Demetrius Pinder     | DNS     |       |

### Final
A final ocorreu dia 11 de março.
| Colocação         | Nacionalidade     | Atletas                                                                | Tempo   | Notas |
| ----------------- | ----------------- | ---------------------------------------------------------------------- | ------- | ----- |
| Medalha de ouro   | Estados Unidos    | Frankie Wright, Calvin Smith Junior, Manteo Mitchell, Gil Roberts      | 3:03.94 | SB    |
| Medalha de prata  | Reino Unido       | Conrad Williams, Nigel Levine, Michael Bingham, Richard Buck           | 3:04.72 | SB    |
| Medalha de bronze | Trinidad e Tobago | Lalonde Gordon, Renny Quow, Jereem Richards, Jarrin Solomon            | 3:06.85 | NR    |
| 4                 | Rússia            | Sergey Petukhov, Valentin Kruglyakov, Semen Golubev, Vladislav Frolov  | 3:07.35 | SB    |
| 5                 | Espanha           | Mark Ujakpor, David Testa, Samuel García, Xavier Carrión               | 3:10.01 | SB    |
| 6                 | Polónia           | Jakub Krzewina, Marcin Marciniszyn, Grzegorz Sobiński, Łukasz Krawczuk | 3:11.86 |       |

Legenda
| Recorde mundial       | Recorde mundial (World record)               |                       | Recorde africano                      | Recorde africano (African) |                                           | Q | Classificado por posição (Qualified) |
| Recorde do campeonato | Recorde do campeonato (Championship record)  | Recorde da América    | Recorde da América (Americas)         | q                          | Classificado por melhor tempo (Qualified) |   |                                      |
| Melhor marca do ano   | Melhor marca do ano (World leading)          | Recorde asiático      | Recorde asiático (Asian)              | DNS                        | Não largou (Did not start)                |   |                                      |
| Recorde nacional      | Recorde nacional (National record)           | Recorde europeu       | Recorde europeu (European)            | DNF                        | Não terminou (Did not finish)             |   |                                      |
| Recorde pessoal       | Recorde pessoal do atleta (Personal best)    | Recorde da Oceania    | Recorde da Oceania (Oceania)          | DSQ / DQ                   | Desclassificado (Disqualified)            |   |                                      |
| Recorde da temporada  | Recorde da temporada do atleta (Season best) | Recorde sul-americano | Recorde sul-americano (South America) | NM                         | Sem marca (No mark)                       |   |                                      |